# Agnes Sorma

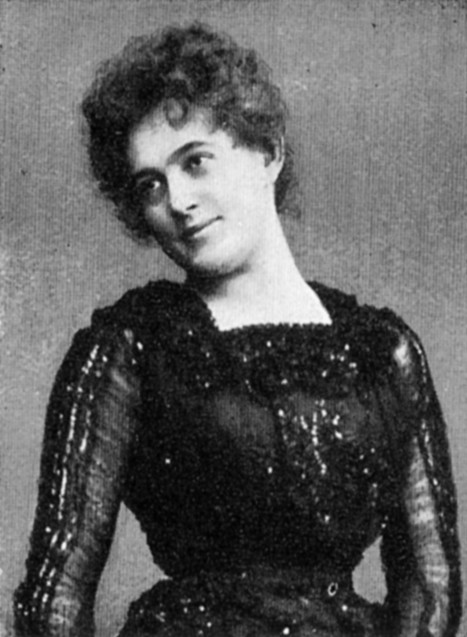
Agnes Sorma

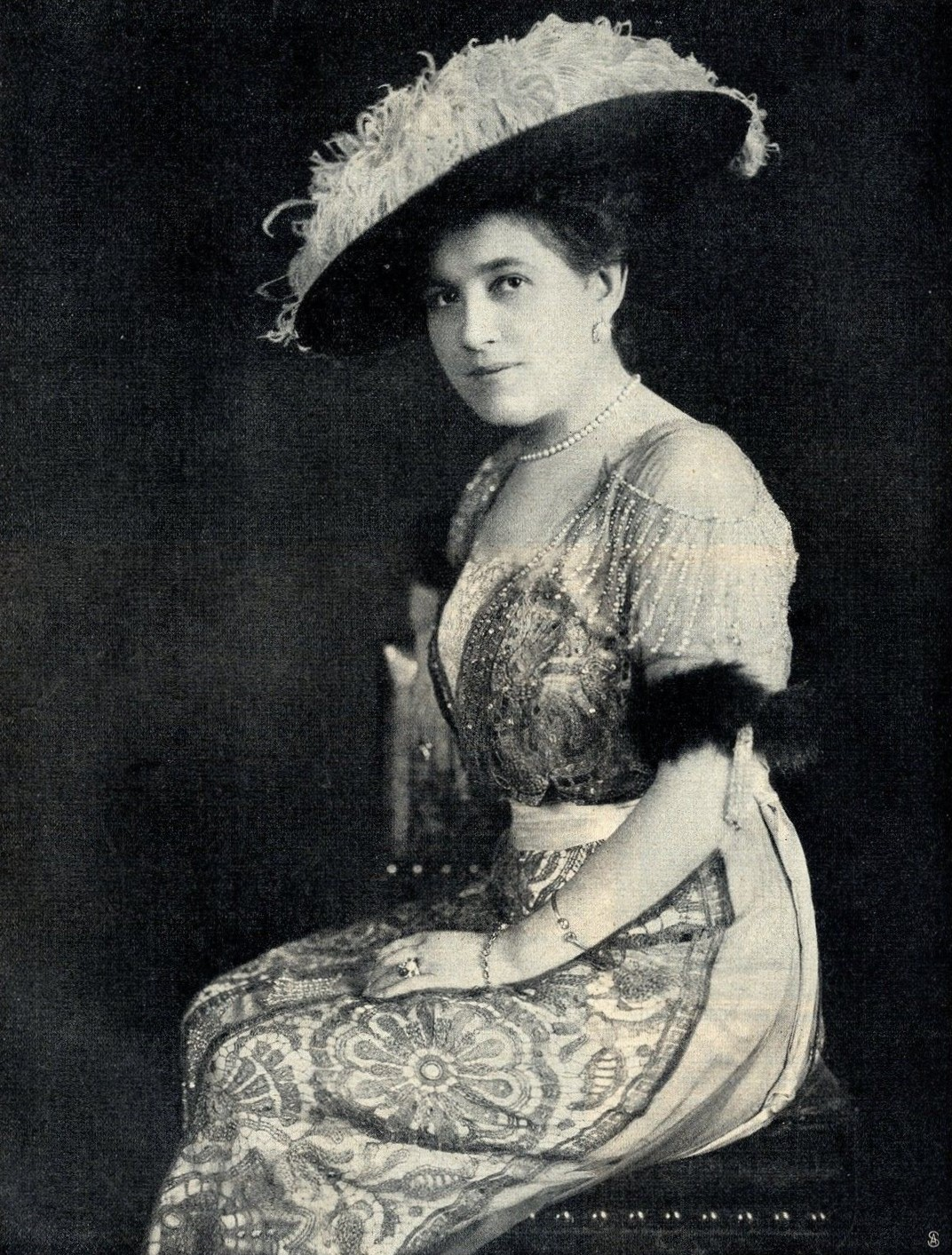
Gräfin Minotto (1912)

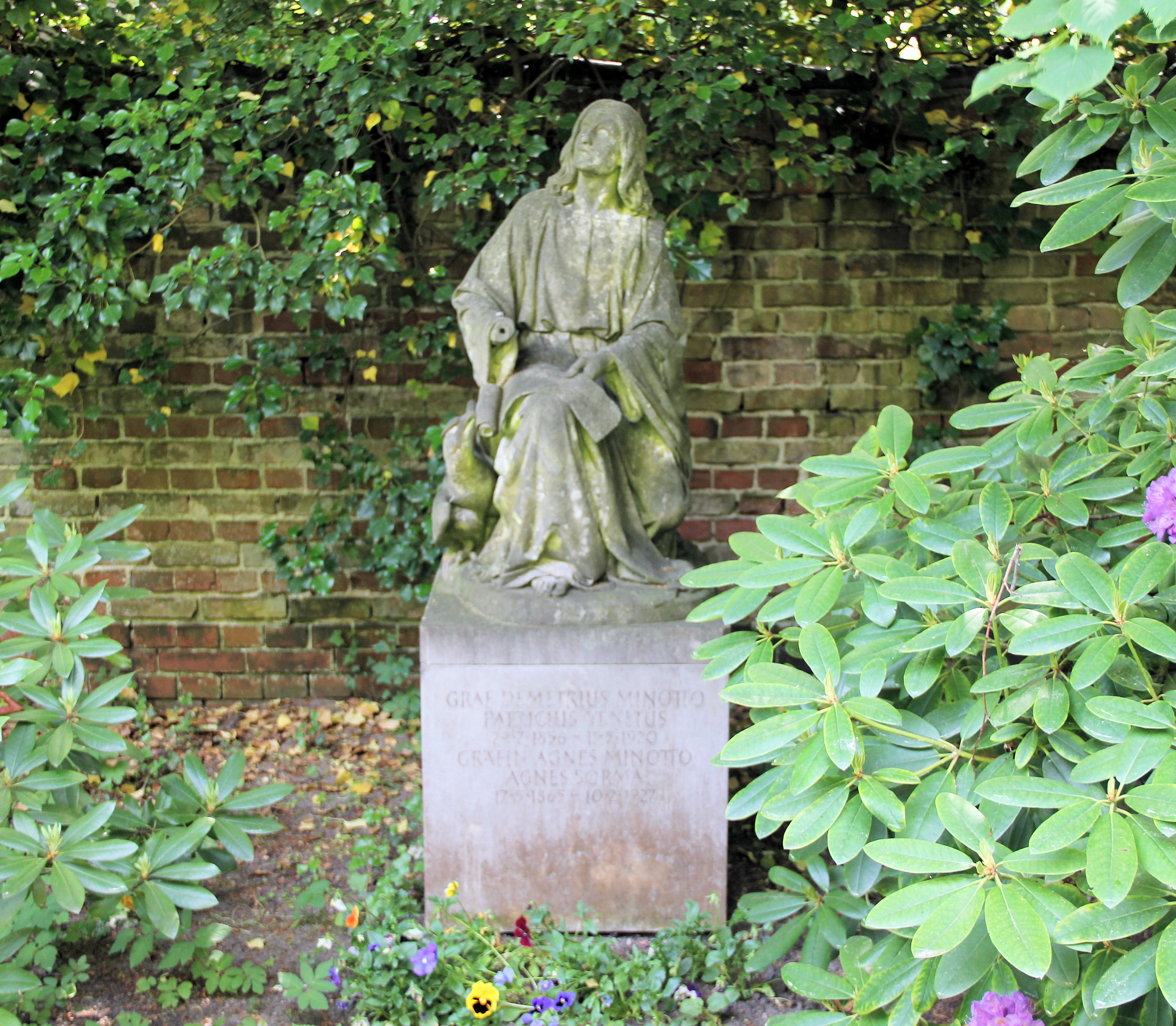
Ehrengrab, Friedhof Wannsee, in Berlin-Zehlendorf

Agnes Sorma (* 17. Mai 1862 in Breslau, Schlesien; † 10. Februar 1927 in Crown King, Arizona; eigentlich: Agnes Martha Caroline Zaremba (Saremba), auch: Pallatschek, verheiratete Minotto) war mit ihrem Künstlernamen „Agnes Sorma“ eine deutsche Schauspielerin.

## Leben
Agnes Martha Caroline Zaremba wurde als Agnes Sorma weltberühmt. Durch die zweite Ehe ihrer Mutter nahm Agnes, als älteste ihrer drei Schwestern, den Namen Pallatschek an.
1890 heiratete sie den italienischen Grafen Demetrius Minotto. Nach der Geburt ihres Sohnes 1891 widmete sich Agnes in erster Linie ihrem Kind. Aber schon nach kurzer Zeit stand sie wieder auf den Berliner Bühnen – im Deutschen Theater, im Neuen Theater und im Lessing-Theater. Gastspiele in vielen Städten Europas mehrten ihren Ruhm. Während des Weltkriegs war sie erst als Krankenschwester tätig, dann als Hauptdarstellerin in einem Fronttheater. Nach dem Tode ihrer Mutter und ihres Ehemannes im Jahre 1920 verließ sie Berlin, um bei ihrem Sohn James auf einer Farm in Arizona (USA) zu leben. 1923 besuchte sie Berlin zum letzten Mal.
Im Februar 1927 starb sie in ihrem Hause zu Crownsend an einem Herzschlag. Im September dieses Jahres wurde ihr Leichnam nach Berlin überführt und auf der Grabstätte der Familie Minotto auf dem Friedhof Wannsee, Lindenstraße feierlich beigesetzt. Die Grabstätte befindet sich in der Abt. N.T.-84. Sie war bis 2015 als Ehrengrab der Stadt Berlin gewidmet. Die Grünanlage gegenüber dem Deutschen Theater in Berlin-Mitte wurde nach ihr benannt.

## Werk
Mit 13 Jahren stand Agnes zusammen mit einer ihrer Schwestern erstmals in einem amüsanten Wiener Volksstück im Breslauer Lobe-Theater auf der Bühne. Als jugendliche Schauspielerin folgten Auftritte in den Provinzstädten Liegnitz, Görlitz, Posen, Weimar und Meiningen. Im Jahre 1884 kam sie auf Betreiben von Ludwig Barnay schließlich an das neu gegründete Deutsche Theater Berlin und wirkte als beliebte Charakterdarstellerin vorzüglich in Dramen von Gerhart Hauptmann, Henrik Ibsen und Heinrich von Kleist. Ihr berühmter Bühnenpartner war Josef Kainz, ihr Mentor Max Reinhardt und einer ihrer jugendlichen Verehrer der Student Thomas Mann.
Am 15. und 16. Mai 1902 gastierte sie – inzwischen als Weltstar – in Frankfurt (Oder) als „Nora“ in Henrik Ibsens Ein Puppenheim. Die Kritik war des Lobes voll. Tags darauf agierte sie als „Elfe Rautentelein“ in Gerhart Hauptmanns Märchendrama Die versunkene Glocke. Im März 1904 spielte sie in Frankfurt die Renate in Max Halbes Der Strom. Dabei fügte sie sich „ohne jegliches Vordrängen eines verwöhnten Gastes mit gedämpfter … Zurückhaltung in das Zusammenspiel ein“. Sie trat vermutlich im Januar 1912 das letzte Mal in Frankfurt (Oder) auf.

## Meinungen
- Gerhart Hauptmann: „Diese liebe und große Künstlerin war sozusagen eine Königin der Anmut. Ob man sie in Gesellschaft sah oder auf der Bühne, man empfand sofort, die Grazien hatten sie in der Wiege geküsst.“
- Thomas Mann: „Da stand die Menge, eines Triebes voll: Zu feiern dich in brausendem Gedränge. Lorbeer und Blumen hob man dir empor - Du aber breitetest die Arme aus und riefst, obgleich das Tosen es verschlang: ‚Auf Wiedersehen‘!“
- Else Lehmann (1866–1940), Schauspielerin: „Agnes Sorma war schlichtweg entzückend. Eine bessere Naive habe ich nie gesehen. Welch einen Charme, welch eine Grazie hatte diese Frau, welch ein Zauber ging von ihr aus! Sie war wirklich eine Herzensdiebin.“
- „Ihre künstlerische Entwicklung, die sich vor den Augen des hauptstädtischen Publikums vollzog, bewegte sich in aufsteigender Linie. Sie begann mit den Rollen der Hedwig Raabe, als muntere Liebhaberin, gefällig, aber nicht bedeutend, bestechend aber durch ihr zierliches Wesen, ihr bewegliches Mienenspiel, ihre glänzenden Augen. Sie entwickelte sich von Jahr zu Jahr kräftiger und selbständiger. Ihre Haltung, ihre Spielweise und Auffassung sind modern realistisch ohne jede Spur eines großen Stils. Mit viel Geschick weiß sie sich hervorragenden Mustern anzuschmiegen und dem Bilde doch zugleich eigene Züge hinzuzufügen. Sie ist temperamentvoll und wandlungsfähig und weiß die Affektszenen der neueren Dramatik oft in zündender Weise zur Geltung zu bringen.“[5]